# Gabriele Laurenzano
Gabriele Laurenzano (Rossano, 12 de junho de 2003) é um jogador de voleibol italiano que atua na posição de líbero.

## Carreira

### Clube
Laurenzano começou sua carreira desportiva no time juvenil do Corissano Volley, clube de sua cidade natal, de 2013 a 2015. Na temporada 2015–16, ainda no setor juvenil, se transferiu para o Materdomini Volley, com o qual conquistou um campeonato sub-16 (2017) e um sub-19 (2022). Na temporada 2018–19 o atleta estreou na Série B do Campeonato Italiano com o New Volley Gioia, e na temporada 2020–21 com o Materdomini.
Em 12 de junho de 2021, o líbero foi contratado pelo Gioiella Prisma Taranto, time recém-promovido à primeira divisão do campeonato italiano, com quem terminou a SuperLega de 2021–22 na 10ª colocação. Ao término da temporada, Laurenzano assinou um contrato de três anos com o Itas Trentino. Em seu ano de estreia pelo novo clube, foi terceiro colocado na Supercopa Italiana e vice-campeão mundial após ser superado na final pelo compatriota Sir Safety Susa Perugia.

### Seleção
Pelas categorias de base, Laurenzano conquistou a medalha de ouro no Campeonato Europeu Sub-18 de 2020, onde foi premiado como melhor líbero da competição. Em 2021 sagrou-se campeão do Festival Olímpico Europeu da Juventude ao vencer a seleção búlgara na final. No ano seguinte conquistou o título do Campeonato Europeu Sub-20 de 2022 ao derrotar a seleção polonesa por 3 sets a 2, levando o prêmio individual de melhor líbero do torneio.
Em 2023, Laurenzano conquistou a medalha de prata no Campeonato Mundial Sub-21 após ser superado na final pela seleção do Irã, além de ter conquistado o prêmio individual de melhor líbero do torneio.

## Títulos
Trentino Volley
- Liga dos Campeões: 2023–24
- Campeonato Italiano: 2022–23

Seleção Italiana
- Campeonato Europeu Sub-18: 2020
- Campeonato Europeu Sub-20: 2022
- Festival Olímpico Europeu da Juventude: 2022

## Clubes
| Anos      | Clube                   |
| --------- | ----------------------- |
| 2020–2021 | Materdomini Volley      |
| 2021–2022 | Gioiella Prisma Taranto |
| 2022–     | Itas Trentino           |

## Prêmios individuais
- 2020: Campeonato Europeu Sub-18 – Melhor líbero
- 2022: Campeonato Europeu Sub-20 – Melhor líbero
- 2023: Campeonato Mundial Sub-21 – Melhor líbero